# LKT Team Brandenburg/Saison 2014
Dieser Artikel listet Erfolge und Fahrer des Radsportteams LKT Team Brandenburg in der Saison 2014 auf.

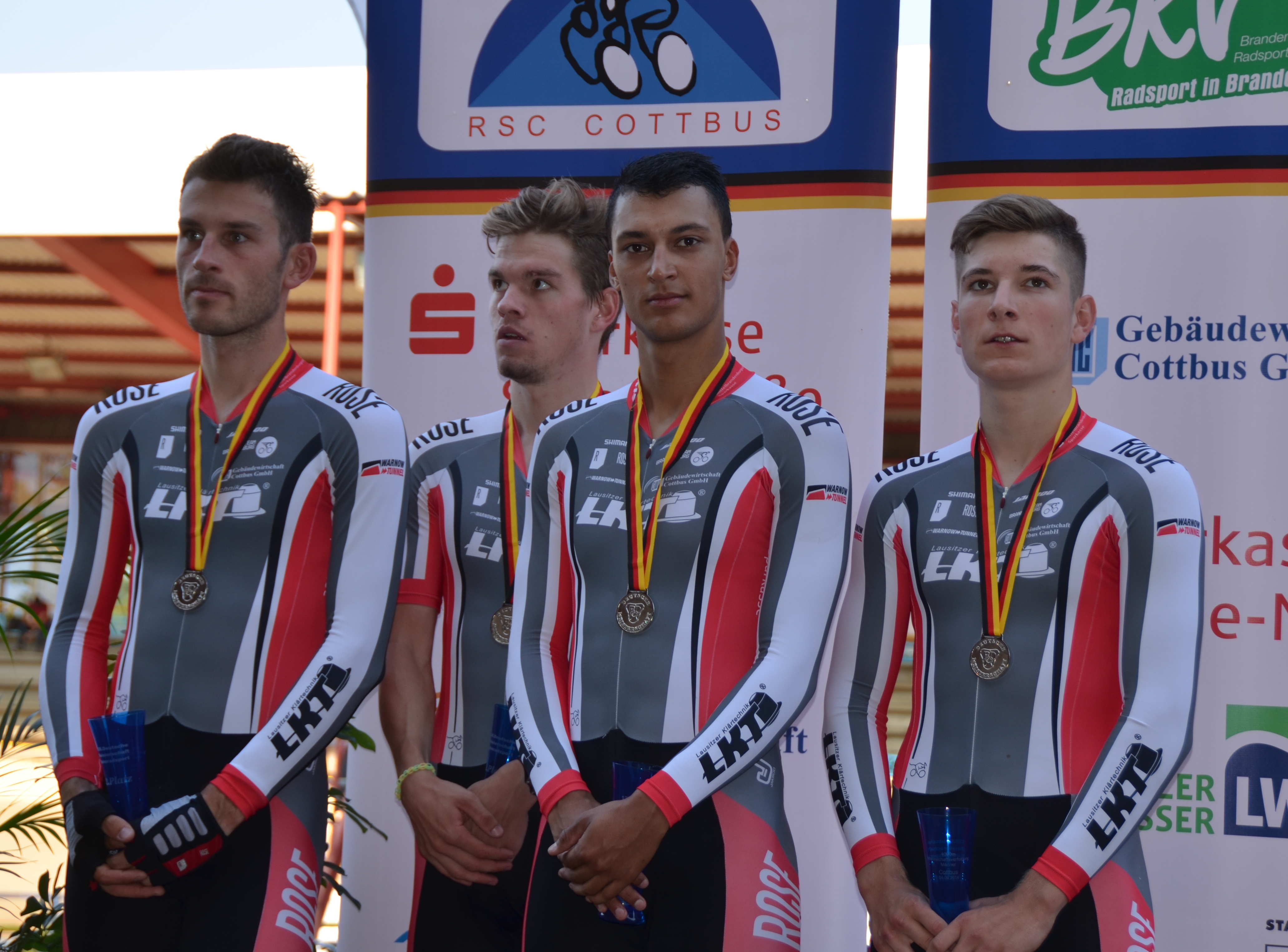
LKT Brandenburg wurde 2014 deutscher Vize-Meister in der Mannschaftsverfolgung, v. l. n. r.: Stefan Schäfer, Franz Schiewer, Leon Rohde, Willi Willwohl

## Erfolge in der UCI Europe Tour
| Datum     | Rennen                             | Kat. | Fahrer         |
| --------- | ---------------------------------- | ---- | -------------- |
| 16. März  | 3. Etappe Istrian Spring Trophy    | 2.2  | Stefan Schäfer |
| 29. April | 1. Etappe Carpathian Couriers Race | 2.2U | Willi Willwohl |
| 29. Juli  | 2. Etappe Dookoła Mazowsza         | 2.2  | Tim Reske      |

## Zugänge – Abgänge
| Zugänge        | Team 2013               | Abgänge           | Team 2014                   |
| -------------- | ----------------------- | ----------------- | --------------------------- |
| Tim Reske      | Team Bergstraße-Jenatec | Matthias Plarre   | Leopard Development Team    |
| Stefan Schäfer | Team NSP-Ghost          | Yuriy Vasyliv     | Team Stölting               |
| Leon Berger    | Neoprofi                | Felix Donath      | KED-Stevens Rad Team Berlin |
| Robert Kessler | Neoprofi                | Maximilian Borman | Unbekannt                   |
| Julian Schulze | Neoprofi                | Jonathan Herrmann | Unbekannt                   |
| Leon Rohde     | Neoprofi                | Maximilian Stier  | Unbekannt                   |

## Mannschaft
| Name              | Geburtstag         | Nationalität |
| ----------------- | ------------------ | ------------ |
| Robert Bartko *   | 23. Dezember 1975  | Deutschland  |
| Leon Berger       | 23. Mai 1995       | Deutschland  |
| Sebastian Deckert | 8. August 1990     | Deutschland  |
| Robert Kessler    | 30. Oktober 1995   | Deutschland  |
| Tobias Knaup      | 17. März 1993      | Deutschland  |
| Jonas Koch        | 25. Juni 1993      | Deutschland  |
| Tim Reske         | 4. April 1994      | Deutschland  |
| Leon Rohde        | 10. Mai 1995       | Deutschland  |
| Stefan Schäfer    | 6. Januar 1986     | Deutschland  |
| Franz Schiewer    | 15. November 1990  | Deutschland  |
| Julian Schulze    | 9. Januar 1995     | Deutschland  |
| Carl Soballa      | 19. September 1994 | Deutschland  |
| Willi Willwohl    | 31. August 1994    | Deutschland  |

* Robert Bartko bestritt am 4. Februar 2014 seinen letzten Wettkampf, blieb aber weiter im Kader.